# Жизнь святого Леодегара
Жизнь святого Леодегара или Страсти святого Леже (фр. La Vie de saint Léger) — один из древнейших текстов на французском языке. Датируется концом X века и принадлежит к агиографической литературе: в восьмисложных стихах рассказывает в полулегендарной форме жизнь епископа Отёнского святого Леодегария, мученика VII века.
Известно несколько житий святого Леже, написанных на латыни и датируемых VIII—IX вв., анонимная хроника, написанная вскоре после его смерти, следовательно, в конце VII в., несомненно, по инициативе Церкви, которая хотела сделать известной фигуру епископа-мученика, защитника прав Церкви перед лицом королевской власти.

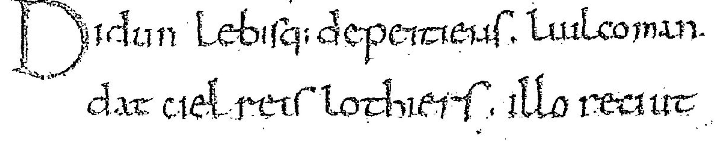
Короткая выдержка со второй страницы

Романская версия хранится в библиотеке наследия Клермон-Овернь и представлена в форме поэмы, датируемой концом X века (обычно предлагается дата около 980 года) или началом XI в. Его происхождение является предметом споров: Пуату, Бургундия (Отён) или Валлония. В этой же рукописи имеется еще один текст на романском языке: Страсти Христовы Клермонские.
Это, вероятно, гимн: стихотворение предназначалось для пения. Стихотворение было сложено анонимным автором и состоит из 240 восьмисложников с ассонансной парной рифмовкой (только мужские ассонансы), сгруппированных в шестистишия. Это самый ранний известный пример восьмисложнка на французском.

### Манускрипты
- Clermont Auvergne Métropole, bibliothèque du patrimoine, MS 240.

### Издания
- Aux racines de notre langue : les langues populaires des Gaules de 840 à 1080. — Rodez : Culture d'Oc.
- Chroniques des derniers rois mérovingiens. — Clermont-Ferrand : Éd. Paleo.
- Joseph Linskill. Saint Léger. — Droz.
- The Oldest Monuments of the french language : The Strasburg Oaths, The Prose of St Eulalie, The Passsion of Christ, The Life of St Léger ; The Life of Saint Alexis : translated with notes. — Oxford : J. Thomton & Son.
- La Vie de Saint Léger, texte revu sur le ms. de Clermont-Ferrand (фр.). — Vol. 1, no 3. — P. 273–317. — ISSN 0035-8029. — doi:10.3406/roma.1872.6585.
- Friedrich Diez. Zwei altromanische Gedichte berichtigt und erklärt. — Bonn : Weber. — С. 35-58.
- Jacques-Joseph Champollion. Passion de N. S. Jésus-Christ et Passion de S. Léger, en langue romane et en vers, publiées d'après un manuscrit du Xe siècle de Clermont-Ferrand. — Paris: Firmin Didot, 1849. — 48 p.

### Исследования
- La Vie de saint Léger et la Passion de Clermont-Ferrand: roman d'oïl ou roman d'oc ? (фр.). — Vol. 25, no 1-2. — P. 201–221.

- Sobra una dobla paternidad de la "Vie de saint Léger" (исп.). — Madrid: Universidad Complutense de Madrid, 1995. — 483 p.

- Le ms. Clermont-Ferrand 240 (anc. 189), les scriptoria d'Auvergne et les origines spirituelles de la Vie française de saint Léger (фр.). — Vol. 18, no 1. — P. 11–33. — ISSN 0036-9772. — doi:10.3406/scrip.1964.3194.

- Le manuscrit Clermont-Ferrand 240 (фр.). — Vol. 121, no 1. — P. 218–222. — ISSN 0373-6237. — doi:10.3406/bec.1963.449658.

- Joseph Linskill. Saint Léger (фр.). — Droz. — 192 p.